# 라파엘 볼프
라파엘 볼프(독일어: Raphael Wolf, 1988년 6월 6일 ~ )는 독일의 축구 선수이다. 현재 소속팀은 포르투나 뒤셀도르프이며, 포지션은 골키퍼이다.